# Episymploce rubroverticis
Episymploce rubroverticis är en kackerlacksart som först beskrevs av Guo och P. Feng 1985.  Episymploce rubroverticis ingår i släktet Episymploce och familjen småkackerlackor. Inga underarter finns listade i Catalogue of Life.